# Seznam článků souvisejících s Vatikánem

Znak Svatého stolce

Toto je rejstřík témat souvisejících s Vatikánem/Svatým stolcem.

## 0-9
- 00120 (PSČ Vatikánu)

## A
- Acta Apostolicae Sedis
- Angels Unawares (Andělé Nevědomí)
- Annáty
- Annuario Pontificio
- Apartmány Borgia
- Apoštolský archiv – viz Vatikánský apoštolský archiv
- Apoštolská komora
- Apoštolská nunciatura
- Apoštolský nuncius
- Apoštolský palác
- Architektura Vatikánu
- Audienční sál Pavla VI.
- Autorita finančního dohledu a informovanosti

## B
- Bazilika Panny Marie Sněžné (Santa Maria Maggiore)
- Bazilika svatého Petra
- Berniniho baldachýn
- Brána San Pellegrino

## C
- Camerlengo Svaté římské církve
- Cappella Giulia
- Cappella Niccolina
- Cappella Paolina
- Cathedra Petri
- Cestovní ruch ve Vatikánu
- Corpo della Gendarmeria – četnický sbor ve Vatikánu
- Cortile del Belvedere

## D
- Dějiny římskokatolické církve
- Dějiny Vatikánu
- Dikasterium
- Doprava ve Vatikánu
- Druhá světová válka a Vatikán
- Druhý vatikánský koncil
- Dům sv. Marty (Domus Sanctae Marthae)
- Dveře mrtvých v bazilice svatého Petra

## E
- Ekonomika Vatikánu
- Exteritoriální území Vatikánu – viz Vlastnictví Svatého stolce

## F
- Fontány na náměstí svatého Petra
- Fotbalový tým Vatikánu – viz Vatikánská fotbalová reprezentace

## G
- Galerie map
- Generální vikář Jeho Svatosti pro Vatikánské město
- Geografie Vatikánu
- Governatorát Městského státu Vatikán
- Guvernér Vatikánu
- Gregoriánská věž

## H
- Habemus Papam
- Habemus Papam! (film) – viz Máme papeže! (film)
- Hasičský sbor Vatikánského městského státu
- Heliport ve Vatikánu
- Historie papežství
- Hrob svatého Petra
- Hrobka Juliů
- Hrobky papežů
- Hudba ve Vatikánu – viz Vatikánská kultura
- Hymna Vatikánu – viz Papežská hymna

## I
- Institut pro náboženská díla

## J
- Jazyky Vatikánu – viz Vatikánská kultura

## K
- Kaple Redemptoris Mater
- Kardinál státní sekretář
- Klášter Panny Marie ve Vatikánu
- Kolegium kardinálů
- Konkláve (volba papeže)
- Korunovace papeže – viz Papežská korunovace
- Kostel San Pellegrino ve Vatikánu
- Kostel Sant'Anna dei Palafrenieri
- Kostel Santa Maria della Pietà v Camposanto dei Teutonici
- Kostel sv. Martina a Sebastiana švýcarských
- Kostel sv. Štěpána (Santo Stefano degli Abissini)
- Kostel Santo Stefano degli Ungheresi
- Královské schody (Scala Regia)
- Kriminalita ve Vatikánu
- Křesťanství
- Kultura ve Vatikánu – viz Vatikánská kultura

## L
- L'Osservatore Romano (Vatikánské noviny)
- Lateránská bazilika
- Lateránský palác
- Lateránské smlouvy
- Leonské hradby
- Letohrádek Pia IV.
- LGBT práva ve Vatikánu
- Libreria Editrice Vaticana – viz Vatikánské nakladatelství a knihkupectví

## M
- Majetek Svatého stolce – viz Vlastnictví Svatého stolce
- Máme papeže! (film)
- Mater Ecclesiae (klášter)
- Místnost slz
- Mladý papež – televizní seriál
- Mons Vaticanus
- Muzeum Anima Mundi

## N
- Náměstí svatého Petra
- Neronův cirkus
- Německý hřbitov
- Niccolinská kaple

## O
- Obyvatelstvo Vatikánu
- Octava Dies
- Ozbrojené síly Vatikánu

## P
- Palác Svatého oficia
- Palatinská garda
- Palazzi Pontifici
- Paolinská kaple
- Papamobil
- Papež
- Papež Benedikt XVI.
- papež František
- papež Jan Pavel II.
- Papežská akademie věd
- Papežská akademie sociálních věd
- Papežská domácnost – viz Prefektura papežského domu
- Papežská hymna
- Papežská korunovace
- Papežská kurie
- Papežská komise
  - Papežská komise pro Městský stát Vatikán
- Papežská ročenka – viz Annuario Pontificio
- Papežská šlechta
- Papežská švýcarská garda – viz Švýcarská garda
- Papežská tiára
- Papežské apartmány
- Papežské hrobky
- Papežské hrobky ve staré bazilice svatého Petra
- Papežský dvořan
- Papežský koncert na památku šoa
- Papežský stát
- Passetto di Borgo
- Pavlínská kaple
- Petrův haléř – viz Svatopetrský haléř
- Pieta (Michelangelo)
- Piovy války
- Pokoj slz
- Politický systém Vatikánu
- Pomník Stuartů ve Vatikánu
- Porta San Pellegrino
- Poslední soud od Michelangela
- Poštovní známky a poštovní historie Vatikánu
- Praedicate Evangelium
- Právo ve Vatikánu
- Prefektura papežského domu
- První vatikánský koncil

## R
- Rada pro ekonomické záležitosti
- Radio Vaticana – viz Vatikánský rozhlas
- Raffaelovy sály
- Redemptoris Mater (kaple)
- Restaurování fresek Sixtinské kaple

## Ř
- Římská kurie – viz Papežská kurie
- Římské historické ústavy
- Římskokatolická církev
- Římský biskup – viz Papež

## S
- Sala Regia
- Savojská éra
- Sbírka moderního náboženského umění
- Sbor Sixtinské kaple
- Scala Regia
- Sdružení vatikánských laických pracovníků
- Sedisvakance
- Sekretariát pro ekonomiku
- Seznam prezidentů Papežské komise pro Městský stát Vatikán
- Seznam papežů
- Seznam představitelů Vatikánu
- Seznam vatikánských novin – viz Dikasterium pro komunikaci
- Schodiště Bramante
- Sixtinská kaple
- Socha Poslední soud od Michelangela
- Socha Vzkříšení (Fazzini)
- Sport ve Vatikánu
- Správa majetku Apoštolského stolce
- Stará bazilika svatého Petra
- Statky Svatého stolce – viz Vlastnictví Svatého stolce
- Státní hymna Vatikánu – viz Papežská hymna
- Státní pečeť Vatikánu
- Státní sekretariát
- Státní sekretář – viz Kardinál státní sekretář
- Státní svátky Vatikánu
- Státní znak Vatikánu
- Státní vlajka Vatikánu – viz Vatikánská vlajka
- Stolec svatého Petra
- Strop galerie Sixtinské kaple
- Strop Sixtinské kaple
- Svatopetrské náměstí
- Svatopetrský baldachýn
- Svatopetrský haléř
- Svatý stolec
- Světové dědictví ve Vatikánu

## Š
- Švýcarská garda
- Šlechtická garda – viz Vznešená garda

## T
- Trest smrti ve Vatikánu
- Telefonní čísla Vatikánu
- Teutonský hřbitov
- Tiskový úřad Svatého stolce
- Torre San Giovanni
- Turismus ve Vatikánu – viz Cestovní ruch ve Vatikánu

## U
- Universi Dominici gregis

## V
- .va (internetová doména Vatikánu)
- Vatican Advanced Technology Telescope
- Vatican Media
- Vatican News
- Vatikán
- Vatikán během druhé světové války
- Vatikánská apoštolská knihovna
- Vatikánská banka – viz Institut pro náboženská díla
- Vatikánská filmotéka
- Vatikánská fotbalová reprezentace
- Vatikánská hudba – viz Vatikánská kultura
- Vatikánská hymna – viz Papežská hymna
- Vatikánská knihovna – viz Vatikánská apoštolská knihovna
- Vatikánská kuchyně
- Vatikánská kultura
- Vatikánská lékárna
- Vatikánská lira
- Vatikánská muzea
- Vatikánská nekropole
- Vatikánská observatoř
- Vatikánská pošta
- Vatikánská televize – viz Vatican Media
- Vatikánská tiskárna
- Vatikánská ústava – viz Základní zákon státu Vatikán
- Vatikánské euromince
- Vatikánské historické muzeum
- Vatikánské nakladatelství
- Vatikánské noviny – viz L'Osservatore Romano
- Vatikánské radio – viz Vatikánský rozhlas
- Vatikánské zahrady
- Vatikánský apoštolský archiv
- Vatikánský heliport
- Vatikánský klimatický les
- Vatikánský kopec
- Vatikánský městský šampionát – viz Sport ve Vatikánu
- Vatikánský rozhlas
- Vatikánský tajný archiv – viz Vatikánský apoštolský archiv
- Vatikánský vánoční strom
- Vatikánský zajatec
- Vatileaks
- Velvyslanectví České republiky při Svatém stolci
- Vězeň Vatikánu
- Věž svatého Jana
- Via della Conciliazione
- Vláda Vatikánu – viz Governatorát Městského státu Vatikán
- Vlajka Vatikánu – viz Vatikánská vlajka
- Vlastnictví Svatého stolce
- Vzkříšení (Fazzini)
- Vznešená garda

## Z
- Zahrady Vatikánu
- Zajatec Vatikánu
- Základní zákon státu Vatikánu

## Ž
- Železniční doprava ve Vatikánu
- Ženy ve Vatikánu